# 名港海運
名港海運株式会社（めいこうかいうん、Meiko Trans Co., Ltd.）は、愛知県名古屋市港区入船二丁目に本社を置く、港湾運送事業を中心とした総合物流企業。シンボルマークは「M」をイメージした鴎と「K」の組み合わせ。名古屋証券取引所メイン市場単独上場銘柄である。
国内は北海道から九州、国外は9ヶ国22都市に拠点を置くなど、国際複合一貫輸送体制を構築している。

## 沿革
- 1949年
  - 1月 - 設立
  - 4月 - 営業開始
- 1955年 - 東京・大阪に出張所を設ける
- 1970年 - アメリカに進出
- 1978年 - ベルギーに進出
- 1985年 - ドイツに進出
- 1989年 - 香港に進出
- 1994年 - 上海に進出
- 1996年 - タイに進出
- 1998年 - ISO9002を認証取得
- 2001年 - ISO14001を認証取得
- 2005年
  - 中部国際空港に営業所を開設
  - 愛知万博の場内指定事業者に指定され、約40の出展国の展示品輸出入を担当
  - ポーランドに進出
- 2008年 - 名古屋税関長より、AEO制度に基づく「特定保税承認者」の承認を受ける
- 2009年 - 名古屋税関長より、AEO制度に基づく「認定通関業者」の認定を受ける
- 2011年
  - インド（チェンナイ）に進出
  - 北陸営業所を開設
- 2013年 - 太陽光発電事業を開始
- 2014年
  - メキシコに進出
  - ベトナム（ホーチミン）に進出
- 2016年 - インド現地法人 グルガオンに支店開設
- 2017年 - 東京支店 新丸の内センタービルディングへ移転
- 2019年 - ベトナム（ハノイ）に現地法人設立

## 事業

### 港湾運送業
同社の売上げの50%以上を占める中核的事業。
自動車船、在来船、海上コンテナ貨物などを取り扱う。

### 倉庫
国内では名古屋港を中心に36ヶ所・延べ65万m²、海外でも10か所・延べ12万㎡の倉庫を保有。
中でも、2019年9月に全施設の稼働を開始した西2区物流センター（南）は同社最大規模であり、名古屋港のコンテナターミナル群、伊勢湾岸自動車道・飛島インターも近く好立地。
輸出では自動車部品・機械部品・事務用機器などを、輸入では一般雑貨・非鉄金属・家電製品などを主に取り扱う。

### 航空貨物
中部国際空港開港に当り、空港島内に用地を購入して、営業所・倉庫を開設。

## 拠点

### 国内拠点
- 本社：愛知県名古屋市港区
- 支店：東京、四日市、大阪、九州(福岡）
- 営業所：札幌、仙台、成田空港、北陸、浜松、中部国際空港、神戸、門司、福岡空港、熊本
- 現場事務所：愛知県名古屋市港区、海部郡飛島村、弥富市、一宮市、犬山市、小牧市、熊本県菊池郡大津町

### 海外拠点
- America - Los Angeles, New York, Chicago, Seattle, Houston, Ohio, South Carolina
- Belgium - Antwerpen, Grobbendonk
- Germany - Dusseldorf
- Poland - Gliwice
- China - Shanghai, Hong Kong, Guangzhou, Shenzhen
- Thailand - Bangkok、Laem Chabang
- India - Chennai,Gurgaon
- Mexico - Irapuato
- Vietnam - Ho Chi Minh, Hanoi

## キャッチコピー
- 海・陸・空の物流サービスをトータルで提供します。

## 連結子会社
- 名海運輸作業株式会社
- ナゴヤシッピング株式会社
- 名古屋船舶株式会社
- セントラルシッピング株式会社
- 名港陸運株式会社
- 大源海運株式会社
- Meiko America, Inc.
- N.V. Meiko Europe S.A.
- Meiko Freight Service, Inc.
- San Mode Freight Service, Inc.